# (16626) Thumper
(16626) Thumper (1993 HJ3) – planetoida z pasa głównego asteroid okrążająca Słońce w ciągu 4,94 lat w średniej odległości 2,9 j.a. Odkryta 20 kwietnia 1993 roku.